# غاري روزنبرغ
غاري روزنبرغ (بالإنجليزية: Gary Rosenberg)‏ هو عالم حيوانات أمريكي، ولد في 16 أكتوبر 1959.